# Bärljung
Bärljung (Gaultheria mucronata) är en städsegrön buske i släktet vaktelbär och familjen ljungväxter. Den förekommer i södra Argentina och Chile.
Bärljungen blommar med vita blommor på våren. Den får bär på hösten, vilka är ungefär 1,5 centimeter stora och varierar i färg från mörkaste lila till rent vita. Bären är ätliga sedan de mognat och är saftiga med en söt smak, men smaken är mild och bären ses mest som proviant för överlevnad. Arten är en tvåbyggare, vilket betyder att både hon- och hanplantor måste växa tillsammans för att producera bär.
I vulkaniska områden i Chile är bärljungden en dominerande växt ovanför trädgränsen.